# Норвежки бухунд
Норвежкият бухунд (на норвежки: Norsk Buhund) е порода кучета, произхождаща от Норвегия. Принадлежи към групата на шпицовете. Името „бухунд“ означава „куче-пазач на обор“ в превод от букмол. Близки роднини на норвежкия бухунд са породите исландска овчарка и шведски ямтхунд. По времето на викингите кучетата от тази порода са пазели гробищата, където са погребвани знатните хора със съкровищата си. Използвани са като пастири на кравите и овцете, както и за лов на мечки и вълци. Погребвани са заедно със своя собственик, за да го пазят в отвъдното. Често пътували с викингите при техните морски пътешествия.
Бухундите са високи между 41 и 47 см и тежат между 12 и 18 кг. На цвят са кремавобели или черни. Съществуват индивиди и в други цветове, касто например самурени, но те не са признати като представители ка породата от МФК.
Представителите на породата са обичащи забавлението и приятелски настроени. Държат се добре с повечето хора и други животни. Обичат и най-младите, и най-старите. Добри пазачи са и лесно се обучават. Много са енергични, което ги прави подходящи за много кучешки спортове, като например аджилити. Те обожават бягането в снега през зимата.